# Egor Krimets
Egor Krimets, né le 27 janvier 1992 à Tachkent, est un footballeur international ouzbek. Il évolue au poste de défenseur central.

## Carrière

### En équipe nationale
Egor Krimets honore sa première sélection le 6 septembre 2013 lors d'un match contre la Jordanie.
Il participe avec l'équipe d'Ouzbékistan à la Coupe d'Asie des nations 2015 organisée en Australie.
Il marque son premier but en équipe nationale le 24 août 2016, en amical contre le Burkina Faso (victoire 1-0). Il inscrit son deuxième but le 6 septembre 2016, contre le Qatar. Ce match gagné sur le score de 0-1 rentre dans le cadre des éliminatoires du mondial 2018.

## Statistiques
| Saison                | Club                  | Championnat           | Championnat | Championnat | Coupe(s) nationale(s) | Coupe(s) nationale(s) | Supercoupe | Supercoupe | Compétition(s) continentale(s) | Compétition(s) continentale(s) | Compétition(s) continentale(s) | Ouzbékistan | Ouzbékistan | Total | Total |
| Saison                | Club                  | Division              | M.          | B.          | M.                    | B.                    | M.         | B.         | Comp.                          | M.                             | B.                             | M.          | B.          | M.    | B.    |
| 2011                  | Pakhtakor Tachkent    | Oliy League           | 16          | 1           | 5                     | 0                     | -          | -          | LC                             | 2                              | 1                              | -           | -           | 23    | 2     |
| 2012                  | Pakhtakor Tachkent    | Oliy League           | 23          | 3           | 5                     | 0                     | -          | -          | LC                             | 4                              | 0                              | -           | -           | 32    | 3     |
| 2014                  | Pakhtakor Tachkent    | Oliy League           | 24          | 5           | 5                     | 0                     | -          | -          | -                              | -                              | -                              | 8           | 0           | 37    | 5     |
| 2015                  | Pakhtakor Tachkent    | Oliy League           | 28          | 3           | 5                     | 0                     | 1          | 0          | LC                             | 5                              | 0                              | 5           | 0           | 44    | 3     |
| 2018                  | Pakhtakor Tachkent    | Oliy League           | 12          | 0           | 3                     | 0                     | -          | -          | -                              | -                              | -                              | 4           | 0           | 19    | 0     |
| Sous-total            | Sous-total            | Sous-total            | 103         | 12          | 23                    | 0                     | 1          | 0          | -                              | 11                             | 1                              | 17          | 0           | 155   | 13    |
| 2013                  | Beijing Guoan (prêt)  | Super League          | 13          | 0           | 3                     | 0                     | -          | -          | LC                             | 2                              | 0                              | 1           | 0           | 19    | 0     |
| 2016                  | Beijing Guoan (prêt)  | Super League          | 28          | 0           | 3                     | 1                     | -          | -          | -                              | -                              | -                              | 9           | 2           | 40    | 3     |
| 2017                  | Beijing Guoan (prêt)  | Super League          | 5           | 0           | -                     | -                     | -          | -          | -                              | -                              | -                              | 6           | 0           | 11    | 0     |
| Sous-total            | Sous-total            | Sous-total            | 46          | 0           | 6                     | 1                     | -          | -          | -                              | 2                              | 0                              | 16          | 2           | 70    | 3     |
| Total sur la carrière | Total sur la carrière | Total sur la carrière | 149         | 12          | 29                    | 1                     | 1          | 0          | -                              | 13                             | 1                              | 33          | 2           | 225   | 16    |

## Palmarès
Il remporte le championnat d'Ouzbékistan en 2012, 2014 et 2015 ainsi que la coupe d'Ouzbékistan en 2011 avec le Pakhtakor Tachkent.